# Callopistria chloriza
Callopistria chloriza là một loài bướm đêm trong họ Noctuidae.